# پترزبورگ (ویسکانسین)
پترزبورگ (به انگلیسی: Petersburg) یک منطقهٔ مسکونی در ایالات متحده آمریکا است که در شهرستان کرافورد، ویسکانسین واقع شده‌است. پترزبورگ ۲۱۳٫۹۷ متر بالاتر از سطح دریا واقع شده‌است.